# اوان (فرانسه)
اوان (به فرانسوی: Évans) (تلفظ در فرانسوی: [evɑ̃]) یک کمون در شهرستان ژورا در بورگونی-فرانش-کنته در شرق فرانسه است.